# Ентуведуль
Ентуведу́ль (Ентведуль) — піщаний острів в Червоному морі в архіпелазі Дахлак, належить Еритреї, адміністративно відноситься до району Дахлак регіону Семіен-Кей-Бахрі.

## Географія
Розташований на північний захід від острова Ду-Лахам. Має видовжену форму з потовщенням на півночі. Довжина — 3,5 км, ширина — 0,7-1,2 км. Острів повністю облямований кораловими рифами.